# 189 (số)
189 (một trăm tám mươi chín) là một số tự nhiên ngay sau 188 và ngay trước 190.